# Fame and Fashion
Fame and Fashion è un album di raccolta del cantautore britannico David Bowie, pubblicato nel 1984.

## Tracce
Tutte le tracce sono state scritte da David Bowie, eccetto dove indicato.
Side 1
1. Space Oddity – 5:15
2. Changes – 3:33
3. Starman – 4:10
4. 1984 – 3:24
5. Young Americans – 5:10
6. Fame (Bowie, Carlos Alomar, John Lennon) – 4:00

Side 2
1. Golden Years – 4:03
2. TVC 15 – 5:29
3. "Heroes" (Bowie, Brian Eno) – 6:07
4. D.J. (Bowie, Eno, Alomar) – 3:59
5. Fashion – 4:51
6. Ashes to Ashes – 4:21